# 宁陕耳蕨
宁陕耳蕨（学名：Polystichum ningshenense）为鳞毛蕨科耳蕨属下的一个种。

## 扩展阅读
- 維基物種上的相關：宁陕耳蕨